# Królowie Burundi
Lista królów Burundi
- Ntare I Kivimira Savuyimba Semunganzashamba Rushatsi Kambarantama (XVI wiek)
- Mwezi I
- Mutaga I
- Mwambutsa I
- Ntare II
- Mwezi II
- Mutaga II
- Mwambutsa II
- Ntare III Rushatsi (1680–1709)
- Mwezi III Ndagushimiye (1709–1739)
- Mutaga III Senyamwiza Mutamo (1739–1767)
- Mwambutsa III Syarushambo Butama (1767–1796)
- Ntare IV Rutaganzwa Rugamba (1796–1850)
- Mwezi IV Gisabo (1850–1908)
- Mutaga IV Mbikije (1908–1915)
- Mwambutsa IV Bangiricenge (1915–1966)
- Ntare V Ndizeye (1966)

od 1966 republika